# Hula-La-La
Hula-La-La (br: Hula-lá) é um filme estadunidense de curta metragem dirigida por Hugh McCollum. É o 135º filme de um total de 190 da série com os Três Patetas produzida pela Columbia Pictures entre 1934 e 1959.

## Enredo
Os Três Patetas são coreógrafos de um estúdio de cinema de Hollywood (B. O. Pictures) que são convocados pelo dono, Senhor Baines (Emil Sitka) para partirem em viagem à distante ilha de Rarabonga, nos Mares do Sul. Baines explica que tinha tudo pronto para produzir um extravagante musical naquele lugar paradisíaco mas teve que interromper o projeto pois descobriu que os nativos não sabiam dançar. Ele quer então que os Patetas os ensinem.
Ao entrarem na mata em busca dos nativos, os Patetas são capturados por um grupo de caçadores de cabeça. O feiticeiro Varanu (Kenneth MacDonald) os trata bem mas esconde que pretende cortar-lhes as cabeças no dia seguinte. Os Patetas percebem o plano graças a filha do feiticeiro, Luana (Jean Willes) e Moe entra numa cabana com uma estátua de um ídolo feminino de quatro braços (semelhante a deusa hindu Kali). A estátua guarda uma caixa de granadas e quando Moe tenta pegar as armas para usar contra os captores e fugir é atacado pelos quatro braços que estão vivos. Moe então chama Larry para ajudá-lo e enquanto o amigo está sendo espancado ele pega a caixa e sai da cabana. No momento em que o feiticeiro está para cortar a cabeça de Shemp, Moe o desafia a cortar a caixa e quando o nativo o faz, as granadas explodem e só sobram os sapatos fumegantes dele. A tribo então aceita a liderança dos Patetas e eles começam a ensinar os passos de dança para as filmagens.

## Hugh McCollum
Hula-La-La foi o único filme dos Três Patetas dirigido pelo produtor Hugh McCollum, substituindo Edward Bernds que estava ocupado trabalhando num filme de longa metragem. Ted Okuda criticou o trabalho dizendo que em muitas cenas faltou maior empenho para que todo o potencial cômico fosse atingido.